# K'an Joy Chitam I

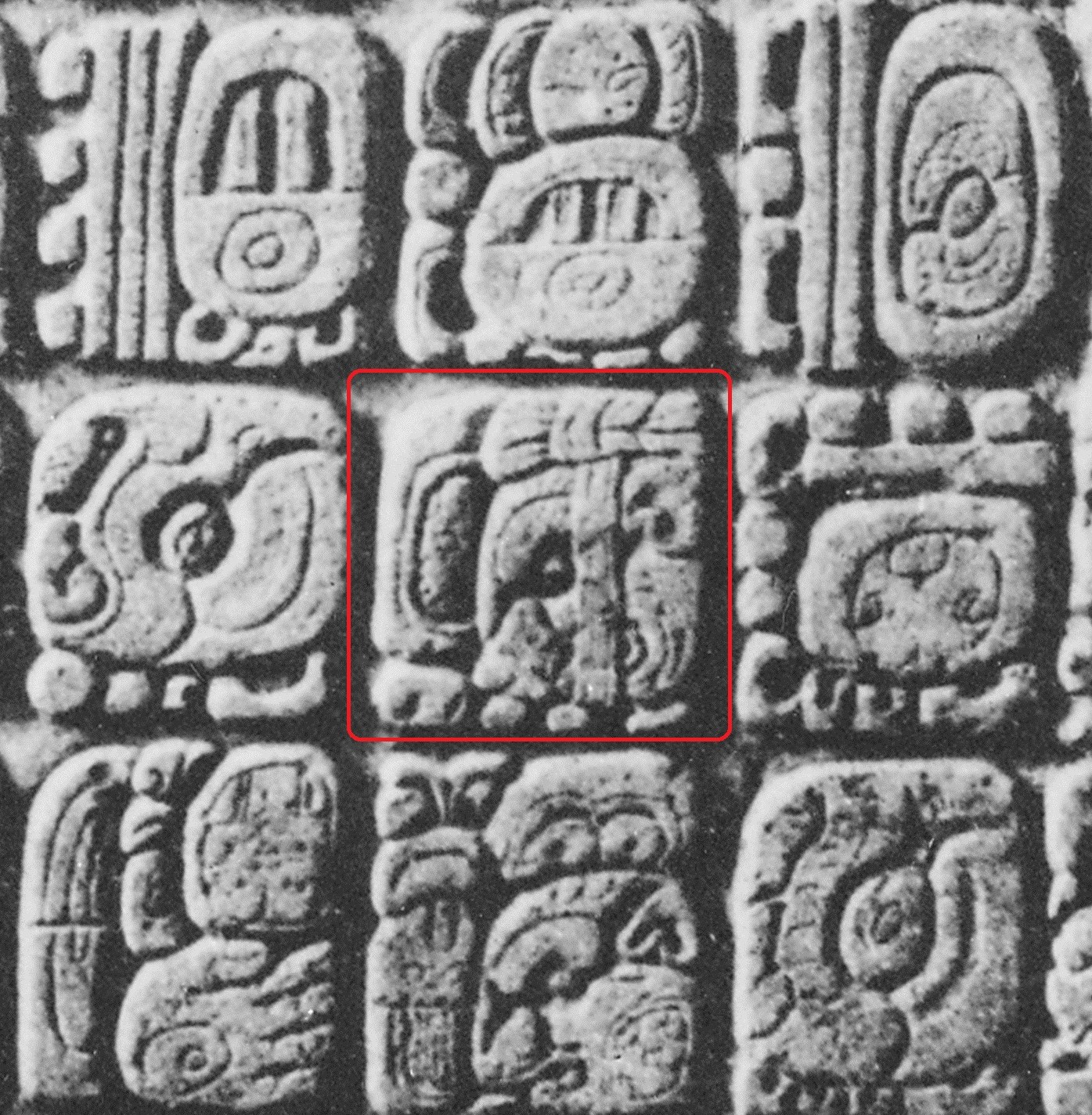
Glifo de K'an Joy Chitam I en el tablero del Templo de la Cruz.

K'an Joy Chitam I (3 de mayo de 490 - 6 de febrero de 565) fue un ahau maya del señorío de B'aakal, cuya ciudad capital era Lakam Ha', hoy conocida como la zona arqueológica de Palenque. Es también referido como Hok, Kan Xul I  o K'an Hok' Chitam I. Las propuestas para la traducción de su nombre son Pecarí Amarillo Atado o Precioso Joven Pecarí.

## Registros biográficos
De acuerdo a la cuenta larga del calendario maya nació el 9.2.15.3.8 12 lamat 6 uo, es decir, el 3 de mayo del año 490. El 14 de noviembre de 496, cuando tenía cinco años y medio de edad, participó en una ceremonia en la cual se le otorgó un título de nobleza —que le correspondía por herencia— en un lugar llamado Toktahn, cuya localización aún no ha sido identificada. Desde la muerte de su antecesor hasta su entronización existe un período de interregno que duró poco más de cuatro años. K'an Joy Chitam I ascendió al poder el 9.4.14.10.4 5 k'an 12 kayab, es decir, el 6 de febrero de 529, cuando contaba con 39 años de edad.
En el tablero oriental del Templo de las Inscripciones, existen registros que señalan que Joy Chitam I realizó ofrendas a sus dioses —muy probablemente autosacrificios de sangre— en los años 534, 554 y 564, que en la cuenta larga corresponden a los registros 9.5.0.0.0, 9.6.0.0.0 y 9.6.10.0.0 respectivamente. 
Después de gobernar durante treinta y seis años, Joy Chitam murió el 9.6.11.0.16 7 kib 4 kayab, es decir, el 6 de febrero de 565. Un retrato de K'an Joy Chitam I se encuentra tallado en altorrelieve en la cara occidental del sarcófago de Pakal “el Grande”.